# Made of Stars
«Made of Stars» —en español: «Hechos de estrellas»— es una canción compuesta por Doron Medalie e interpretada en inglés por Hovi Star. Se publicó como descarga digital el 30 de marzo de 2016 mediante Universal Music Group. Fue elegida para representar a Israel en el Festival de la Canción de Eurovisión de 2016 tras ganar la final nacional israelí, HaKokhav HaBa L'Eirovizion (traducido al inglés como The Next Star for Eurovision), en 2016.

## Festival de Eurovisión

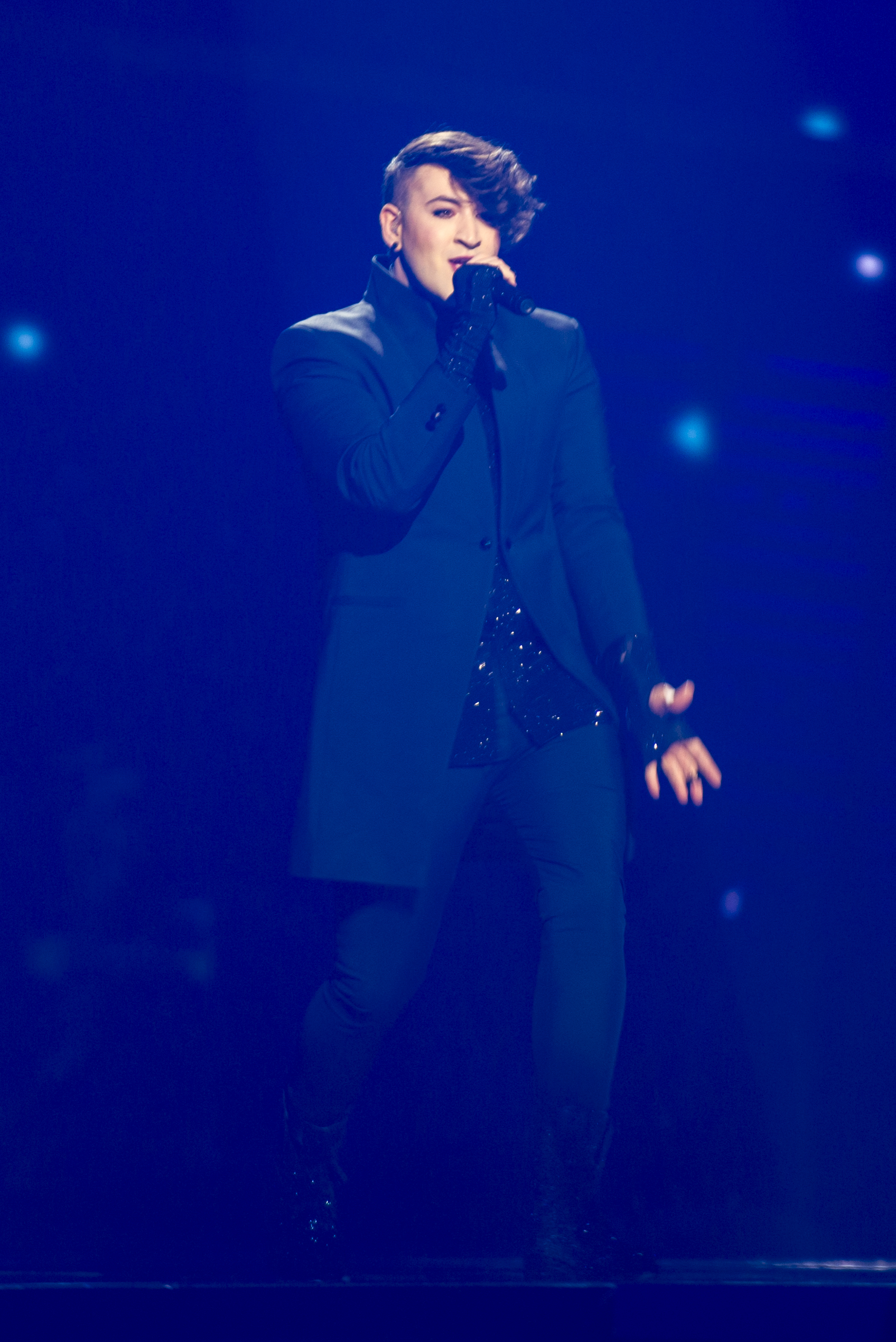
Hovi Star interpretando la canción durante el Festival de la Canción de Eurovisión 2016.

### HaKokhav HaBa L'Eirovizion
Esta canción fue elegida para representar a Israel en el Festival de la Canción de Eurovisión de 2016 mediante la competición HaKokhav HaBa L'Eirovizion (en español: La próxima estrella para Eurovisión). El programa fue presentado por Assi Azar y Rotem Sela, y un jurado compuesto por Assaf Etedgi, Muki, Keren Peles y Harel Skaat, este último representante de Israel en 2010. El certamen consistió de quince programas, que comenzaron el 5 de diciembre de 2015 y terminaron el 3 de marzo del año siguiente. Todos los programas en la competición se emitieron en Canal 2 y en línea a través de mako.co.il.
La final tuvo lugar el 3 de marzo de 2016 en los G. G. Studios en Neve Ilan, Jerusalén. Los cuatro intérpretes fueron elegidos con una canción con un potencial del Festival de la Canción de Eurovisión elegidas de entre más de 100 canciones por un comité profesional. Antes de la final, las canciones se presentaron durante el programa de radio de Reshet Gimmel Ba'avir el 1 de marzo de 2016. En la primera ronda, los cuatro intérpretes compitieron en duelos y cada uno interpretó una canción versionada. Los dos ganadores cualificaron para la segunda ronda, basada en votos del público además de votos del jurado. Finalmente, la canción interpretada por Hovi Star fue «Made of stars», la cual se declaró ganadora con el 68% de los votos y fue elegida para representar a su país en el festival.

### Festival de la Canción de Eurovisión 2016
Esta canción fue la representación israelí en el Festival de la Canción de Eurovisión 2016.
El 25 de diciembre de 2015, se organizó un sorteo de asignación en el que se colocaba a cada país en una de las dos semifinales, además de decidir en qué mitad del certamen actuarían.
Así, la canción fue interpretada en cuarto lugar durante la segunda semifinal, celebrada el 12 de mayo de ese año, precedida por Suiza con Rykka interpretando «The last of our kind» y seguida por Bielorrusia con Ivan interpretando «Help you fly». Durante la emisión del certamen, la canción fue anunciada entre los diez temas elegidos para pasar a la final, y por lo tanto cualificó para competir en ésta. La canción había quedado en séptimo puesto de 18 con 147 puntos.
Días más tarde, durante la final celebrada el 19 de mayo de 2016, la canción fue interpretada en séptimo lugar, precedida por Italia con Francesca Michielin interpretando «No degree of separation» y seguida por Bulgaria con Poli Genova interpretando «If love was a crime». Finalmente, la canción quedó en 14º puesto con 135 puntos.